# Spalax microphthalmus
Spalax microphthalmus és una espècie de mamífer rosegador de la família dels espalàcids. Viu a Ucraïna i el sud de Rússia. S'alimenta de les parts subterrànies de dent de lleó, Heracleum maximum, xicoira i plàntules (roures, moreres i acàcies). El seu hàbitat natural són les estepes, preferiblement a les planes de terra negra. Està amenaçada per la llaurada del seu entorn i l'ús de substàncies tòxiques com a pesticida.